# アスノヨゾラ哨戒班
「アスノヨゾラ哨戒班」（ - しょうかいはん）は、音声合成ソフト・IA歌唱のVOCALOID楽曲。2014年8月19日、日本のボカロP・Orangestarによって発表された。
なお、後年に発表された楽曲「キミノヨゾラ哨戒班」は、本楽曲のセルフアレンジ版となる。

## 概要
2014年8月19日、楽曲MV「【IA】アスノヨゾラ哨戒班【オリジナル】」がニコニコ動画へと投稿された。作詞・作曲を手掛けたOrangestarの第14作目であり、 詩的な歌詞に多様な考察が行われており、1000万回再生を達成していることから、同サービスにおける「VOCALOID神話入り」のタグが付与されている。 翌2015年1月12日、YouTubeへも投稿され、その再生回数は6352万回を超えている（2025年5月現在）。
本楽曲は、リズムゲーム作品へと収録されるほか、数多くのカバー曲も発表されている（後述の「#楽曲収録」を参照）。

### セルフアレンジ版
2015年8月19日、本楽曲のセルフアレンジとして、楽曲MV「キミノヨゾラ哨戒班」がニコニコ動画へと投稿されると、100万回再生を達成していることから、同サービスにおける「VOCALOID伝説入り」のタグが付与されている。本楽曲と比して、生演奏によるバンドアレンジが成された。2017年8月19日には、YouTubeへも投稿され、その再生回数は1018万回を超えている（2025年5月現在）。  

## 楽曲収録
以下、シングル・アルバム以外の作品には「タイトル」列にて種別を併記する。

### 歌唱：IA
| 発売日        | タイトル                                            | レーベル                           | 収録曲             | 備考                         |
| ------------- | --------------------------------------------------- | ---------------------------------- | ------------------ | ---------------------------- |
| 2015年3月4日  | EXIT TUNES PRESENTS Vocalofantasy feat.初音ミク     | EXIT TUNES                         | アスノヨゾラ哨戒班 |                              |
| 2015年4月22日 | 未完成エイトビーツ                                  | Subcul-rise Record                 | アスノヨゾラ哨戒班 |                              |
| 2017年1月25日 | IA 1st Live Concert in Japan "PARTY A GO-GO"        |                                    | アスノヨゾラ哨戒班 |                              |
| 2022年1月19日 | IA SUPER BEST -THE CREATORS-                        |                                    |                    |                              |
| 2024年1月11日 | 太鼓の達人 ドンダフルフェスティバル（リズムゲーム） | バンダイナムコエンターテインメント | アスノヨゾラ哨戒班 | 追加コンテンツとしての配信。 |

### カバー
| 発売日         | タイトル                                                                            | レーベル   | 収録曲                                  | 備考                                            |
| -------------- | ----------------------------------------------------------------------------------- | ---------- | --------------------------------------- | ----------------------------------------------- |
| 2015年1月7日   | フィルライト                                                                        |            | アスノヨゾラ哨戒班 / 夏代孝明           |                                                 |
| 2015年8月19日  | EXIT TUNES PRESENTS FUN CLUB                                                        |            | アスノヨゾラ哨戒班 / nameless           |                                                 |
| 2015年8月19日  | JOUNRNEY                                                                            |            | アスノヨゾラ哨戒班 / ぐるたみん         |                                                 |
| 2016年1月1日   | おさむらいさんせれくしょん Vol. 7〜ぼさろん〜                                       |            | アスノヨゾラ哨戒班 feat.ろん            |                                                 |
| 2016年1月27日  | ウォルピス社の提供でお送りします。                                                  |            | アスノヨゾラ哨戒班 / ウォルピスカーター |                                                 |
| 2017年8月31日  | バンドリ! ガールズバンドパーティ! （リズム&アドベンチャーゲーム）                   | ブシロード | アスノヨゾラ哨戒班                      | Afterglow美竹蘭（演：佐倉綾音）歌唱で追加収録。 |
| 2017年9月27日  | Vocalo Piano                                                                        |            | アスノヨゾラ哨戒班 / まらしぃ           |                                                 |
| 2017年10月11日 | O2O                                                                                 |            | アスノヨゾラ哨戒班 / 96猫               |                                                 |
| 2017年11月2日  | 彼はきっと魔法を使う。                                                              |            | アスノヨゾラ哨戒班 / めありー           |                                                 |
| 2018年6月27日  | バンドリ！ ガールズバンドパーティ！ カバーコレクション Vol.1                        |            | アスノヨゾラ哨戒班 / Afterglow          |                                                 |
| 2018年8月8日   | Gero The Best "Treasure"                                                            |            | アスノヨゾラ哨戒班 / Gero               | 初回限定盤Bにのみ収録。                         |
| 2019年6月4日   | アスノヨゾラ哨戒班                                                                  |            | アスノヨゾラ哨戒班 / ラオン             | 配信限定。                                      |
| 2020年2月12日  | EMMA HAZY MINAMI Vocaloid Cover Selection #373_1                                    |            | アスノヨゾラ哨戒班 / EMMA HAZY MINAMI   |                                                 |
| 2020年7月1日   | アスノヨゾラ哨戒班                                                                  |            | アスノヨゾラ哨戒班 / ゆある             | 配信限定。                                      |
| 2020年3月4日   | My Loving                                                                           |            | アスノヨゾラ哨戒班 / ときのそら         |                                                 |
| 2020年10月1日  | プロジェクトセカイ カラフルステージ! feat. 初音ミク （リズム&アドベンチャーゲーム） | セガ       | アスノヨゾラ哨戒班 / セカイver.         | [ 5 ]                                           |
| 2020年12月16日 | ガルパ ボカロカバーコレクション                                                     |            | アスノヨゾラ哨戒班 / Afterglow          |                                                 |
| 2021年1月6日   | Ideal Music Collection                                                              |            | アスノヨゾラ哨戒班 [ISORA arrange]      |                                                 |
| 2022年5月11日  | Leo/need SEKAI ALBUM vol.1                                                          | セガ       | アスノヨゾラ哨戒班 / Leo/need           |                                                 |
| 2022年12月14日 | MUSICALOID #38 Curtain Call!                                                        |            | アスノヨゾラ哨戒班 / 神田沙也加         |                                                 |